# Wilbur M. Smith
Wilbur Moorehead Smith, (1894-1976) was een Amerikaans theoloog en een van de belangrijkste bijbelwetenschappers van de twintigste eeuw.

## Jeugd
Wilbur Moorehead Smith werd op 8 juni 1894 geboren in Chicago. Zijn vader Thomas was een succesvol fruithandelaar die verschillende boomgaarden en boerderijen had, waar Wilbur in zijn jeugd soms werkte. Zijn moeder (Sadie Sanborn Smith) las veel en had een redelijk grote bibliotheek. Haar vader was een medewerker van de beroemde evangelist R.A. Torrey. Zij leerde haar zoon lezen toen hij vijf was. De liefde voor boeken die hij ontwikkelde bleef hij zijn hele leven houden. Hij bezat meer dan 25.000 boeken.

## Opleiding
Hij was zo onder de indruk van zijn plantkundeleraar dat hij ernstig overwoog om iets in de plantkunde te gaan doen. Maar zoals hij zelf zegt: "God had andere plannen." Na de Middelbare School ging hij naar het Moody Bijbel Instituut, waar hij van 1913 tot 1914 studeerde. Daar begon ook zijn loopbaan als professor (1938-1947). Hij was ook een tijd lid van de faculteit (1933-1943). Daar raakte hij vertrouwd met predikers als Torrey, Sunday, Ironside, Trotter, Gipsy Smith en anderen. Zijn vader was van 1907 tot 1950 trustee van het Moody Bijbel Instituut. Van 1914 tot 1917 studeerde Wilbur aan het Wooster College, waar hij ook zijn BA haalde. Zijn DD (divinatis doctor, of doctor in de godgeleerdheid) haalde hij in 1932 aan het Dallas Theological Seminary (dat toen het Evangelical Theological College heette). Aan het einde van zijn eerste jaar aan het Wooster College trouwde hij met Mary Irene Ostrowsky, een studente van het Moody Bijbel Instituut. Vervolgens werd hij hulppredikant in Wilmington, Delaware. Later werkte hij nog als presbyteriaans predikant in Ocean City, Baltimore (1922-1927), Covington (1927-30) en Coatesville (1930-37). In 1971 ontving hij een eredoctoraat (Litt.D.) van de Trinity Evangelical Divinity School, waar hij als professor les gaf in bijbelwetenschappen.

## Fuller Theological Seminary
Na die twintig jaar werd hij samen met enkele andere orthodoxe bijbelgeleerden (zoals Harold Ockenga) door Charles Fuller gevraagd om  te helpen bij de oprichting van het Fuller Theological Seminary. Van 1947 tot 1963 gaf hij daar verschillende colleges over theologie en bijbelwetenschappen. Hij begeleidde ook toekomstige predikanten en verrichtte er 17 jaar lang allerlei administratieve taken (1947-1963). Na de Fullerperiode gaf hij als professor les in het vak 'Engelse Bijbel' aan de Trinity Evangelical Divinity School (1963-1971).

## Verzet tegen liberalisme en modernisme
Toen hij nog predikant was raakte hij bevriend met dr. J. Gresham Machen, de conservatieve theoloog van de Princeton Universiteit, die in 1929 demonstratief aftrad omdat de hogeschool steeds liberaler werd. In 1963 werd Wilbur Smith geconfronteerd met een gelijksoortige situatie aan het Fuller Seminary. Omdat de hogeschool besloot de leer van de onfeilbaarheid van de Bijbel (het inerrantisme) niet langer te aanvaarden, trad hij af. Vervolgens werd hij professor aan de Trinity Evangelical Divinity School, Deerfield (Illinois), waar hij van 1963 tot 1967 het vak "Engelse Bijbel" doceerde. Van 1967 tot aan zijn pensioen in 1971 was hij daar emeritus professor.

## Auteur
Wilbur M. Smith was meer dan 40 jaar redacteur van de jaarlijkse Sunday School bundel getiteld Peloubet's Select Notes on the International Bible Lessons for Christian Teaching, een collectie van de meest gewaardeerde gedachten en leerstellingen van de beste bijbelwetenschappers. Dr. Smith was theologisch scherpzinnig en stond bekend als een bibliofiel. Hij had een van de grootste persoonlijke christelijke bibliotheken ter wereld.
Hij schreef meer dan 60 boeken over verschillende theologische onderwerpen, waarvan Therefore Stand waarschijnlijk het meest bekend is. In dit boek riep hij de gemeente van Christus op om het modernisme, dat zo om zich heen greep in de christelijke instituten, vurig te bestrijden. Dr. Smith schreef ook regelmatig artikelen in de Bibliotheca Sacra, Moody Monthly, en de Sunday School Times. Enkele andere bekende titels die hij schreef zijn: A Voice from God, A Watchman on the Wall, Egypt in Biblical Prophecy en The Supernaturalness of Christ. Zoals gezegd is zijn belangrijkste werk Therefore Stand, een boek over christelijke apologetiek dat een internationale opleving van het evangelisch onderwijs op academisch niveau teweegbracht. 
Het boek Evangelical Roots: A Tribute to Wilbur Smith, onder redactie van dr. Kenneth Kantzer, met een voorwoord van Billy Graham, werd opgedragen aan dr. Smith. Andere medewerkers aan dit boek zijn: J. I. Packer, F. F. Bruce, John Stott, Harold J. Ockenga, Sir Norman Anderson, Everett Harrison, Carl F. H. Henry, Walter Kaiser jr., Harold Lindsell, James Houston, J. Herbert Kane, Roger Nicole, Bruce Shelley en G. Douglas Young.

## Lidmaatschappen
Smith was lid van onder  meer: The National Association of Biblical Instructors, The American Society of Church History, The Society of Biblical Literature, American Schools of Oriental Research.
- Gemeinsame Normdatei: 135884950
- International Standard Name Identifier: 0000 0000 8364 0468
- Library of Congress Control Number: n50013238
- Nationale Bibliotheek van Israël: 987007300857405171
- Nederlandse Thesaurus van Auteursnamen: 110568885
- Trove: 1182709
- Virtual International Authority File: 22503961
- WorldCat: E39PBJhRKPJktGwDKm44R4Gj4q